# 2,5-二甲基-1,4-二硫杂-2,5-环己二醇
2,5-二甲基-1,4-二硫杂-2,5-环己二醇是一种有机化合物，化学式为C6H12O2S2。它可由氯丙酮和硫氢化钠为原料反应制得。它在乙腈中和亚苄基丙二腈加热反应，可以得到二氢-4-羟基-4-甲基-2-苯基-3,3(2H)-噻吩二甲腈。